# Hospital Johns Hopkins
L'Hospital Johns Hopkins (Johns Hopkins Hospital) és un hospital universitari a Baltimore. Fundat per donació del filantrop Johns Hopkins.
L'hospital ha estat nomenat en repetides ocasions el número u en els Estats Units per l'enquesta sobre "Els millors hospitals del país" que condueix anualment la revista U.S. News & World Report.
Al llarg de la seva història, Hopkins ha estat l'iniciador de molts avenços clínics i científics. Per exemple, els metges de Hopkins són els pioners de la cirurgia del càncer de mama (1889) i del cor (1944), i de la reanimació cardiopulmonar (1958).
Igualment, els científics de Hopkins són responsables de nombroses invencions, incloent el marcapassos cardíac recarregable i la bomba d'insulina implantable, igual que de moltes contribucions que permeten la millor comprensió del mapa genètic humà. Aquests avenços complementen la cadena de primers èxits que ha tingut Johns Hopkins institucionalment, com per exemple, entre d'altres, haver estat el primer hospital vinculat a una facultat de medicina als Estats Units, haver fundat les primeres facultats d'infermeria i de salut pública, i haver establert el primer hospital pediàtric que va ser integrat un centre mèdic d'ensenyament.